# Liste der Bodendenkmäler in Ebermannstadt
Auf dieser Seite sind die Bodendenkmäler in der oberfränkischen Stadt Ebermannstadt zusammengestellt. Diese Tabelle ist eine Teilliste der Liste der Bodendenkmäler in Bayern. Grundlage ist die Bayerische Denkmalliste, die auf Basis des Bayerischen Denkmalschutzgesetzes vom 1. Oktober 1973 erstmals erstellt wurde und seither durch das Bayerische Landesamt für Denkmalpflege geführt wird. Die folgenden Angaben ersetzen nicht die rechtsverbindliche Auskunft der Denkmalschutzbehörde.

## Bodendenkmäler in Ebermannstadt
| Lage       | Objekt                                                                                    | Akten-Nr.     | Bild |
| ---------- | ----------------------------------------------------------------------------------------- | ------------- | ---- |
| (Standort) | Befestigung vor- und frühgeschichtlicher oder mittelalterlicher Zeitstellung.             | D-4-6132-0122 |      |
| (Standort) | Freilandstation des Mesolithikums und Siedlung der Linearbandkeramik.                     | D-4-6132-0123 |      |
| (Standort) | Siedlung des Neolithikums.                                                                | D-4-6132-0186 |      |
| (Standort) | Grabhügel vorgeschichtlicher Zeitstellung.                                                | D-4-6133-0170 |      |
| (Standort) | Höhensiedlung der Bronzezeit, der Hallstattzeit und der Latènezeit                        | D-4-6133-0171 |      |
| (Standort) | Siedlung vorgeschichtlicher Zeitstellung.                                                 | D-4-6133-0172 |      |
| (Standort) | Siedlung der Urnenfelderzeit.                                                             | D-4-6133-0173 |      |
| (Standort) | Siedlung der Urnenfelderzeit, der Spätlatènezeit sowie der römischen Kaiserzeit.          | D-4-6133-0192 |      |
| (Standort) | Grabhügel vorgeschichtlicher Zeitstellung.                                                | D-4-6133-0237 |      |
| (Standort) | Mittelalterlicher Turmhügel.                                                              | D-4-6232-0049 |      |
| (Standort) | Bestattungsplatz mit Grabhügeln vorgeschichtlicher Zeitstellung mit Bestattungen          | D-4-6232-0052 |      |
| (Standort) | Mittelalterlicher Turmhügel.                                                              | D-4-6232-0053 |      |
| (Standort) | Siedlung der späten Latènezeit.                                                           | D-4-6232-0126 |      |
| (Standort) | Siedlung der späten Latènezeit.                                                           | D-4-6232-0150 |      |
| (Standort) | Siedlung vor- und frühgeschichtlicher Zeitstellung.                                       | D-4-6232-0177 |      |
| (Standort) | Siedlung der Urnenfelderzeit und des frühen Mittelalters.                                 | D-4-6232-0186 |      |
| (Standort) | Siedlung der frühen Latènezeit.                                                           | D-4-6232-0203 |      |
| (Standort) | Siedlung vor- und frühgeschichtlicher Zeitstellung.                                       | D-4-6232-0234 |      |
| (Standort) | Freilandstation des Paläolithikums.                                                       | D-4-6232-0244 |      |
| (Standort) | Untertägige Bauteile der spätmittelalterlichen bis frühneuzeitlichen Kath. Filialkirche   | D-4-6232-0327 |      |
| (Standort) | Spätlatènezeitliche Siedlung.                                                             | D-4-6232-0330 |      |
| (Standort) | Siedlung der Urnenfelderzeit.                                                             | D-4-6232-0428 |      |
| (Standort) | Bestattungsplatz mit Grabhügel vorgeschichtlicher Zeitstellung.                           | D-4-6233-0007 |      |
| (Standort) | Siedlung der frühen Latènezeit.                                                           | D-4-6233-0010 |      |
| (Standort) | Siedlung vorgeschichtlicher Zeitstellung.                                                 | D-4-6233-0011 |      |
| (Standort) | Grabhügel vorgeschichtlicher Zeitstellung.                                                | D-4-6233-0024 |      |
| (Standort) | Grabhügel vorgeschichtlicher Zeitstellung.                                                | D-4-6233-0025 |      |
| (Standort) | Mittelalterlicher Burgstall und vorgeschichtliche Höhensiedlung.                          | D-4-6233-0026 |      |
| (Standort) | Siedlung der späten Latènezeit und der römischen Kaiserzeit.                              | D-4-6233-0034 |      |
| (Standort) | Bestattungsplatz mit Grabhügeln vorgeschichtlicher Zeitstellung.                          | D-4-6233-0035 |      |
| (Standort) | Mittelalterlicher Burgstall.                                                              | D-4-6233-0036 |      |
| (Standort) | Siedlung der Hallstattzeit.                                                               | D-4-6233-0039 |      |
| (Standort) | Fundamente einer spätmittelalterlichen Vorgängerkirche der Kath. Pfarrkirche St. Nikolaus | D-4-6233-0042 |      |
| (Standort) | Grabhügel vorgeschichtlicher Zeitstellung.                                                | D-4-6233-0043 |      |
| (Standort) | Grabhügel vorgeschichtlicher Zeitstellung.                                                | D-4-6233-0044 |      |
| (Standort) | Grabhügel vorgeschichtlicher Zeitstellung.                                                | D-4-6233-0047 |      |
| (Standort) | Grabhügel vorgeschichtlicher Zeitstellung.                                                | D-4-6233-0048 |      |
| (Standort) | Grabhügel vorgeschichtlicher Zeitstellung.                                                | D-4-6233-0049 |      |
| (Standort) | Grabhügel vorgeschichtlicher Zeitstellung.                                                | D-4-6233-0050 |      |
| (Standort) | Höhle mit Funden der Urnenfelder-, Hallstatt- und Latènezeit.                             | D-4-6233-0051 |      |
| (Standort) | Untertägige Siedlungsteile des Mittelalters sowie der frühen Neuzeit im Altstadtbereich   | D-4-6233-0053 |      |
| (Standort) | Untertägige Bauteile der spätmittelalterlichen bis frühneuzeitlichen Kath. Filialkirche   | D-4-6233-0055 |      |
| (Standort) | Ringwallanlage der Späthallstatt- und Frühlatènezeit sowie mittelalterlicher Burgstall.   | D-4-6233-0063 |      |
| (Standort) | Höhle mit Funden des Paläolithikums, des Neolithikums sowie der Urnenfelderzeit           | D-4-6233-0064 |      |
| (Standort) | Höhle und Höhlenvorplatz mit Nutzungshorizonten des Mesolithikums, des Neolithikums       | D-4-6233-0065 |      |
| (Standort) | Grabhügel vorgeschichtlicher Zeitstellung.                                                | D-4-6233-0066 |      |
| (Standort) | Bestattungsplatz mit Grabhügeln vorgeschichtlicher Zeitstellung.                          | D-4-6233-0067 |      |
| (Standort) | Grabhügel vorgeschichtlicher Zeitstellung.                                                | D-4-6233-0068 |      |
| (Standort) | Höhle mit Funden vorgeschichtlicher Zeitstellung sowie des späten Mittelalters.           | D-4-6233-0070 |      |
| (Standort) | Höhle mit Skelettresten vor- und frühgeschichtlicher Zeitstellung.                        | D-4-6233-0071 |      |
| (Standort) | Höhle mit Funden der Hallstatt- und der Latènezeit.                                       | D-4-6233-0119 |      |
| (Standort) | Höhle mit Funden der Hallstatt- und der frühen Latènezeit.                                | D-4-6233-0120 |      |
| (Standort) | Höhlenstation des Paläolithikums.                                                         | D-4-6233-0125 |      |
| (Standort) | Siedlung der Latènezeit.                                                                  | D-4-6233-0148 |      |
| (Standort) | Höhlenstation vorgeschichtlicher Zeitstellung.                                            | D-4-6233-0152 |      |
| (Standort) | Gräberfeld der Urnenfelder- und Hallstattzeit.                                            | D-4-6233-0153 |      |
| (Standort) | Siedlung der Urnenfelderzeit.                                                             | D-4-6233-0154 |      |
| (Standort) | Siedlung der Urnenfelderzeit, der späten Latènezeit sowie des frühen Mittelalters.        | D-4-6233-0155 |      |
| (Standort) | Wüstung des frühen Mittelalters.                                                          | D-4-6233-0160 |      |
| (Standort) | Körpergräber vor- und frühgeschichtlicher oder frühmittelalterlicher Zeitstellung.        | D-4-6233-0165 |      |
| (Standort) | Siedlung der Hallstattzeit.                                                               | D-4-6233-0168 |      |
| (Standort) | Siedlung der späten Latènezeit.                                                           | D-4-6233-0170 |      |
| (Standort) | Höhle mit vorgeschichtlichen Funden und menschlichen Skelettresten.                       | D-4-6233-0178 |      |
| (Standort) | Grabhügel vorgeschichtlicher Zeitstellung.                                                | D-4-6233-0180 |      |
| (Standort) | Siedlung der jüngeren Latènezeit.                                                         | D-4-6233-0184 |      |
| (Standort) | Siedlung der späten Latènezeit und der römischen Kaiserzeit.                              | D-4-6233-0185 |      |
| (Standort) | Siedlung der frühen Latènezeit.                                                           | D-4-6233-0192 |      |
| (Standort) | Bestattungsplatz mit Grabhügeln vorgeschichtlicher Zeitstellung.                          | D-4-6233-0203 |      |
| (Standort) | Siedlung der späten Latènezeit.                                                           | D-4-6233-0207 |      |
| (Standort) | Grabhügel vorgeschichtlicher Zeitstellung.                                                | D-4-6233-0212 |      |
| (Standort) | Grabhügel vorgeschichtlicher Zeitstellung.                                                | D-4-6233-0214 |      |
| (Standort) | Siedlung der späten Latènezeit.                                                           | D-4-6233-0220 |      |
| (Standort) | Fundamente abgegangener Bauten der hoch- und spätmittelalterlichen Burganlage             | D-4-6233-0223 |      |
| (Standort) | Körpergräber vor- und frühgeschichtlicher oder frühmittelalterlicher Zeitstellung.        | D-4-6233-0225 |      |
| (Standort) | Freilandstation des Mesolithikums und spätlatènezeitliche Siedlung.                       | D-4-6233-0226 |      |
| (Standort) | Siedlung des Neolithikums und der jüngeren Latènezeit.                                    | D-4-6233-0227 |      |
| (Standort) | Untertägige Bauteile der spätmittelalterlichen bis frühneuzeitlichen Kath. Pfarrkirche    | D-4-6233-0229 |      |
| (Standort) | Siedlung der späten Latènezeit.                                                           | D-4-6233-0231 |      |
| (Standort) | Untertägige Bauteile bestehender Bauten sowie Fundamente abgegangener Gebäude             | D-4-6233-0235 |      |
| (Standort) | Bestattungsplatz mit Grabhügeln vorgeschichtlicher Zeitstellung.                          | D-4-6233-0237 |      |
| (Standort) | Höhlenstation vor- und frühgeschichtlicher Zeitstellung.                                  | D-4-6233-0308 |      |
| (Standort) | Höhlenstation vor- und frühgeschichtlicher Zeitstellung.                                  | D-4-6233-0309 |      |